# Plazuela Marcelino Champagnat
Plazuela Marcelino Champagnat (antigua Plaza Santa Cruz de Triana), es una plaza ubicada en la ciudad de Rancagua, Chile, que destaca por su valor histórico. En 1980 fue declarada Monumento Nacional en categoría de "Zona Típica".
También es conocida popularmente como la "Plaza del O'Higgins" o "La Plaza de los Mochos", debido al apodo con que se le conoce a la gente que trabaja y estudia en el colegio Instituto O'Higgins de Rancagua, ubicado en los bordes sur y oeste de la plazuela. Su actual nombre se debe al santo católico Marcelino Champagnat, fundador de la congregación de los Hermanos Maristas, que dirige el Instituto O'Higgins.

## Historia

### Antecedentes
En el año 1743, el gobernador de la Capitanía General de Chile, Don José Manso de Velasco, fundó la villa de Santa Cruz de Triana, que hoy es la ciudad de Rancagua. Tal como había hecho en la planificación de diversas ciudades, Manso de Velasco proyectó la ciudad según el estilo dámero, muy utilizado en España, que consiste en un plano similar a un tablero de ajedrez; 8 cuadras por 8 cuadras. Cada cuadra se dividía en 4 partes, denominadas solares.
En el año 1807, los padres franciscanos levantaron en la actual esquina suroriente de las calles Estado e Ibieta su templo, la Iglesia de San Francisco. Aunque el año en que la plazuela nació no está identificado, se infiere que ésta se formó a partir de la necesidad de los fieles que concurrían a la Iglesia San Francisco de tener un lugar para descansar o relacionarse después de las misas.

### Plazuela Santa Cruz de Triana

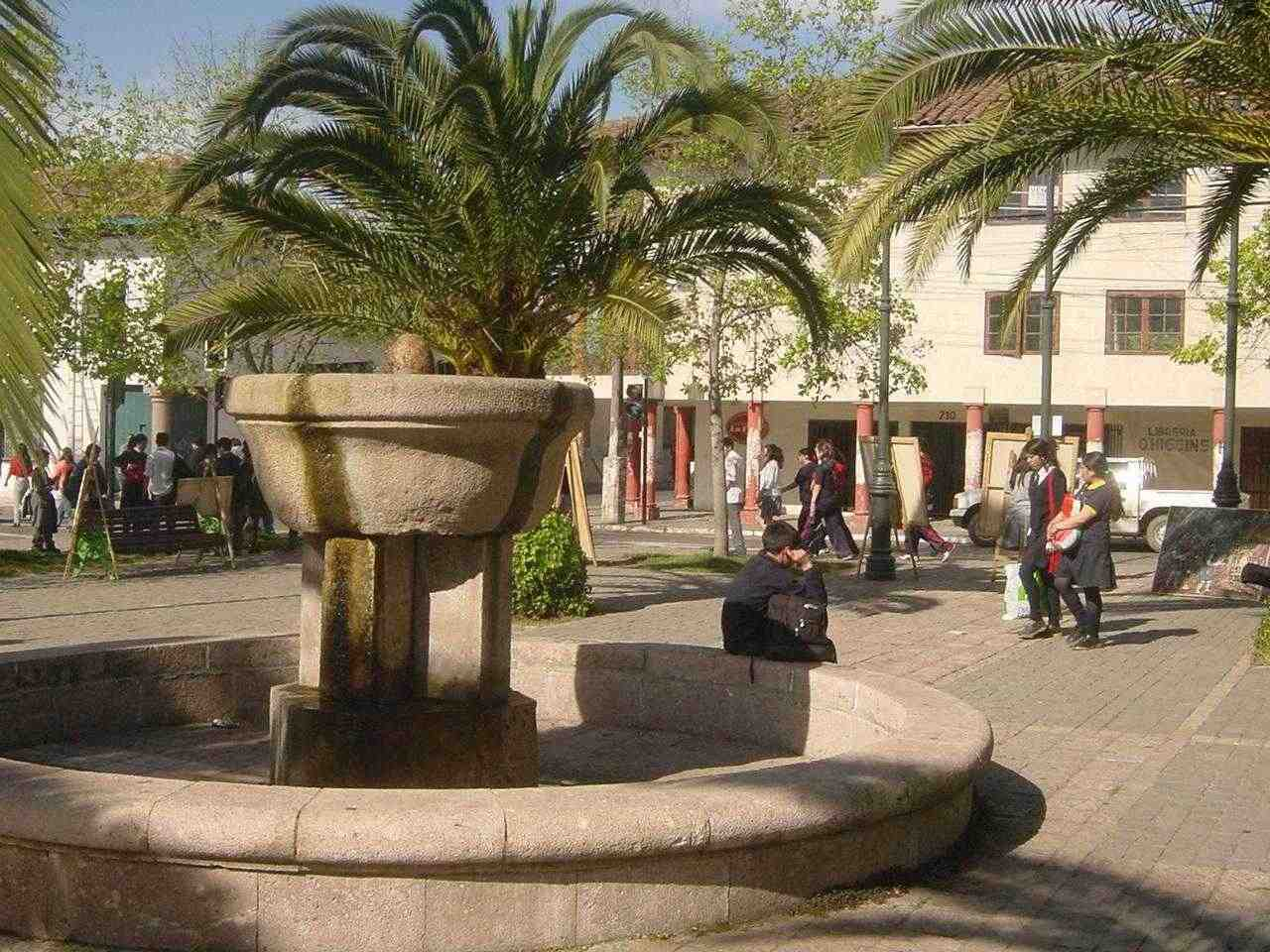
Pileta de la plazuela.

Durante el período comprendido entre 1814 y 1830 la plazuela sufrió cambios del ámbito ornamental. Otros avances que influyeron en la plazuela son la decisión del Cabildo en 1830 de enladrillar la vereda de calle Estado, desde la plaza hacia el sur (actual Paseo del Estado). El Cabildo también decidió en el año 1843 establecer un alumbrado público en la calle Estado, basado en la tecnología de la época; faroles de cristal con ganchos de fierro y velas, iluminación que benefició a la plazoleta.
En 1861 se tuvo que demoler la Iglesia de San Francisco, debido al terremoto que se produjo ese mismo año, y que la dejó con graves daños estructurales. Los feligreses ya no se reunirían en el lugar durante mucho tiempo.

### Instalación del Instituto O'Higgins

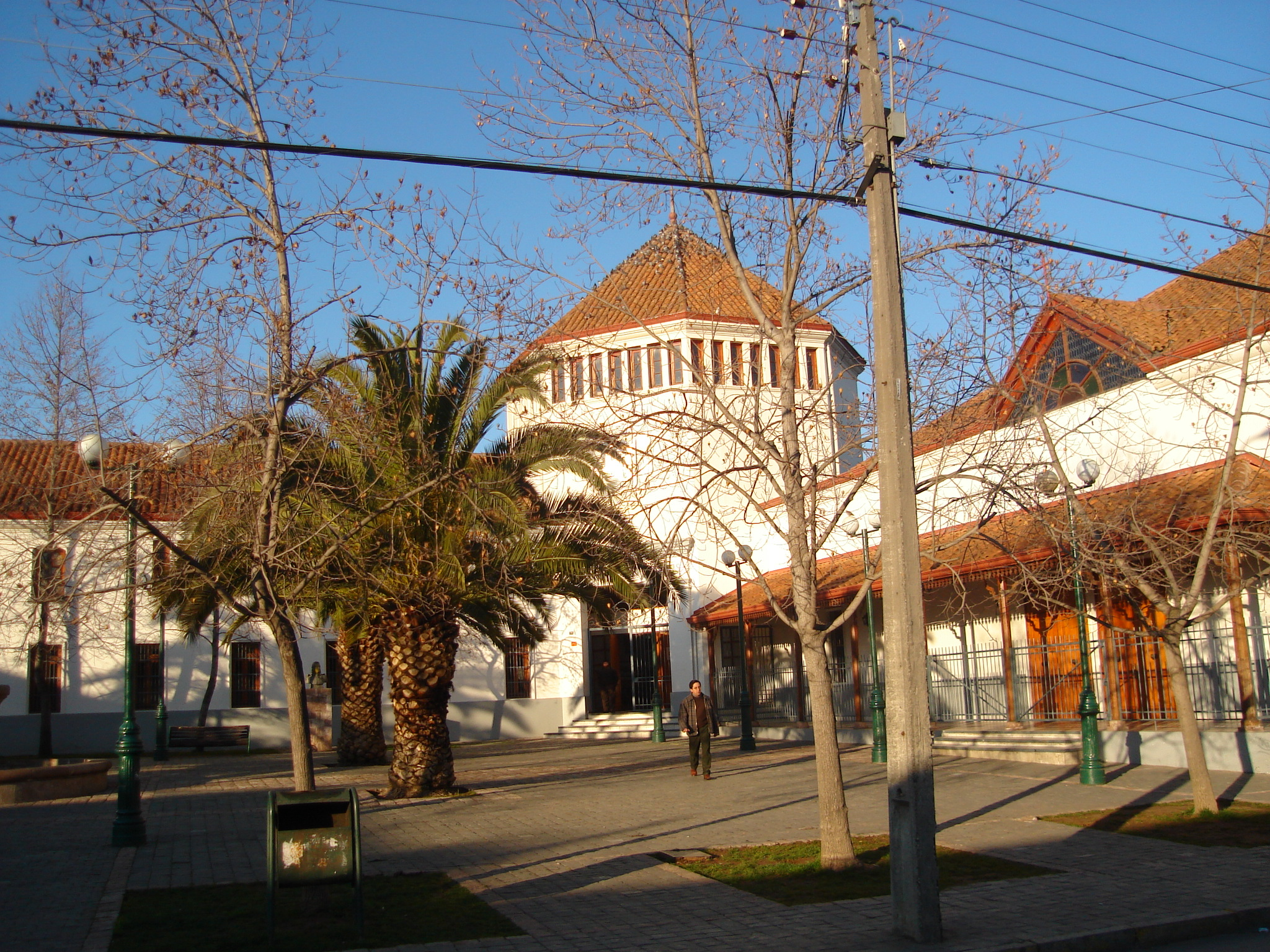
La plazuela está rodeada por el Instituto O'Higgins de Rancagua. En su borde oeste (en la foto, a la derecha) está la entrada de la capilla del colegio.

A comienzos del siglo XX, la plaza estaba rodeada por una gran casona, que en 1915 fue vendida a los Hermanos Maristas, institución que deseaba instaurar un colegio católico, que por esos años, no había en Rancagua. Ahí se instalaría el Instituto O'Higgins de Rancagua. También se puede decir, que la plazoleta recuperó la función que había tenido en un principio, es decir, la de un lugar donde los feligreses se reunían después de las misas; esta vez no eran las liturgias de la Iglesia San Francisco, sino las que se realizaban en la capilla del Instituto.

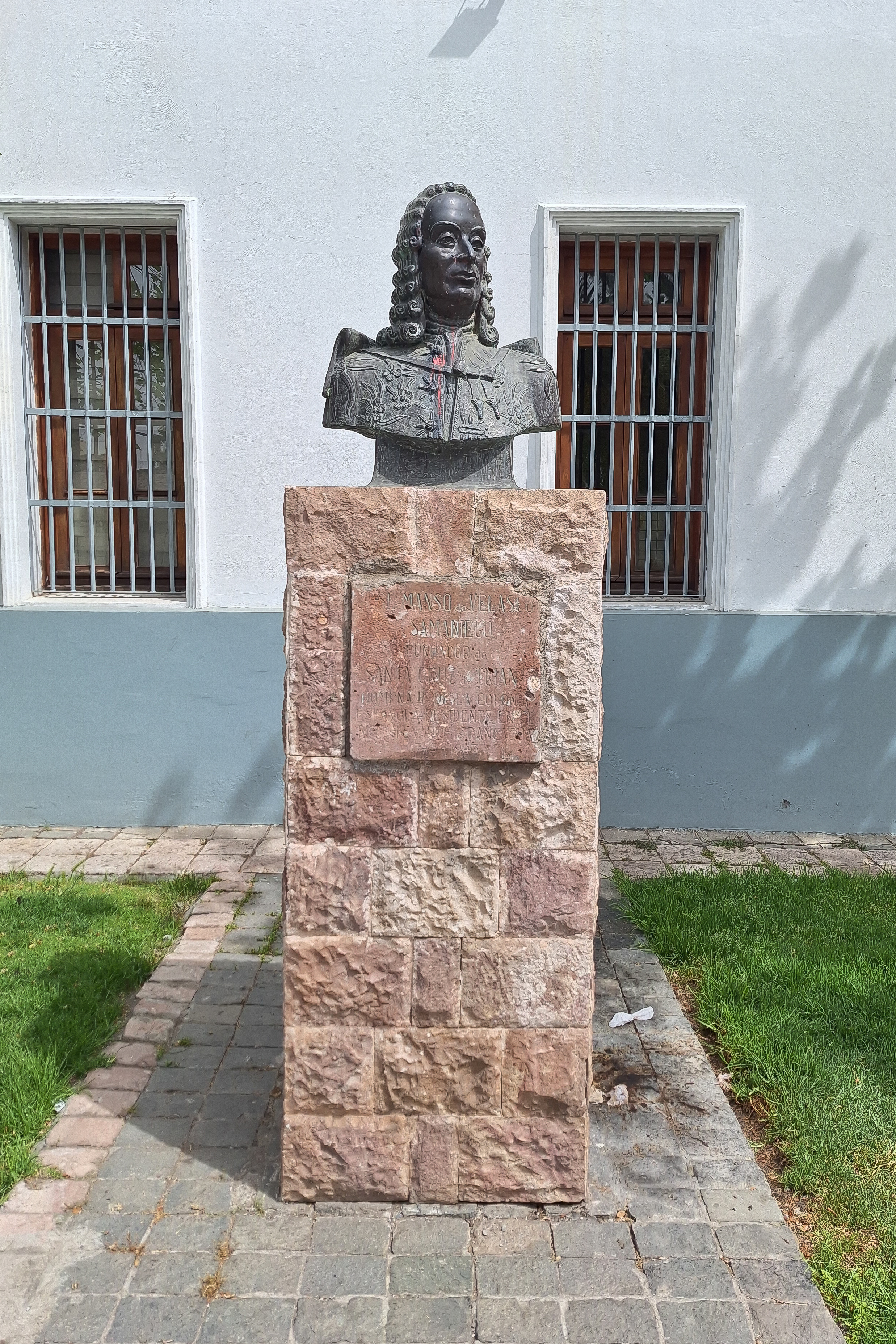
Busto de Manso de Velasco existente en la plazuela, erigido en el bicentenario de Rancagua.

La pavimentación de la calle Ibieta, no se realizó hasta el año 1940, y fue gestada por 3 exalumnos del Instituto O'Higgins. El día 5 de octubre de 1943, bajo la celebración del Bicentenario de la fundación de Rancagua, la comunidad hispana residente en la ciudad donó el busto de Don Manso de Velasco, que fue colocado a un costado de la plazuela.
Durante las décadas de 1970 y 1980, el Instituto O'Higgins comenzó su renovación arquitectónica, cambiando los edificios del borde de la plazuela. Bajo esta reestructuración, se inició el plan para remodelar también la plazoleta, proyecto que se le encargó al arquitecto Fernando Gutiérrez. En el año 1983, la modificación de la plazuela estaba finalizada. En esta remodelación se instalaron los adoquines, las palmeras y los faroles que hoy encontramos. Pero el elemento más descatable de aquella “restauración” de la plazoleta es, sin duda, la característica fuente que hoy identifica no sólo a la plazuela sino también al Instituto.
Paralelamente a esos cambios físicos que se le realizaban a la plazuela, el Ministerio de Educación de Chile reconoció el valor histórico y cultural que representaba esta plaza. Además de su historia, la plazoleta se sitúa en una ubicación privilegiada patrimonialmente hablando, compartiendo la misma intersección de las calles Estado e Ibieta, con la Casa del Pilar de Esquina (MN) y el Museo Regional de Rancagua, también llamado "de la Patria Vieja" (MN), ambas construcciones que datan de tiempos coloniales, formando una zona de edificaciones del siglo XVII, junto a la Plazuela. Por ello, se declaró por Decreto Supremo n.º 725 del 24 de enero de 1980 a esta plazoleta como Zona Típica de la ciudad de Rancagua.